# Kazakistan ai Giochi della XXXIII Olimpiade
Il Kazakistan ha partecipato ai Giochi della XXXIII Olimpiade, svoltisi a Parigi dal 26 luglio all'11 agosto 2024, con una delegazione di 80 atleti (incluse le riserve), 54 uomini e 36 donne, in 20 sport e 23 discipline.
I portabandiera alla cerimonia di apertura sono stati Aslanbek Shymbergenov e Ol'ga Safronova.

## Delegazione
| Sport                | Uomini | Donne | Totale |
| -------------------- | ------ | ----- | ------ |
| Arrampicata sportiva | 1      | 0     | 1      |
| Atletica leggera     | 1      | 6     | 7      |
| Badminton            | 1      | 0     | 1      |
| Break dance          | 1      | 0     | 1      |
| Canoa/kayak          | 4      | 2     | 6      |
| Canottaggio          | 1      | 0     | 1      |
| Ciclismo             | 3      | 0     | 3      |
| Ginnastica           | 3      | 1     | 4      |
| Judo                 | 5      | 3     | 8      |
| Lotta                | 8      | 0     | 8      |
| Nuoto                | 1      | 1     | 2      |
| Pentathlon moderno   | 1      | 1     | 2      |
| Pugilato             | 7      | 3     | 10     |
| Scherma              | 4      | 1     | 5      |
| Taekwondo            | 2      | 0     | 2      |
| Tennis               | 3      | 2     | 5      |
| Tennistavolo         | 1      | 0     | 1      |
| Tiro con l'arco      | 3      | 0     | 3      |
| Tiro                 | 4      | 5     | 9      |
| Triathlon            | 0      | 1     | 1      |
| Totale               | 54     | 26    | 80     |